# Trixagus mendax
Trixagus mendax är en skalbaggsart som först beskrevs av Horn 1885.  Trixagus mendax ingår i släktet Trixagus och familjen småknäppare. Inga underarter finns listade i Catalogue of Life.